# Galles Racing

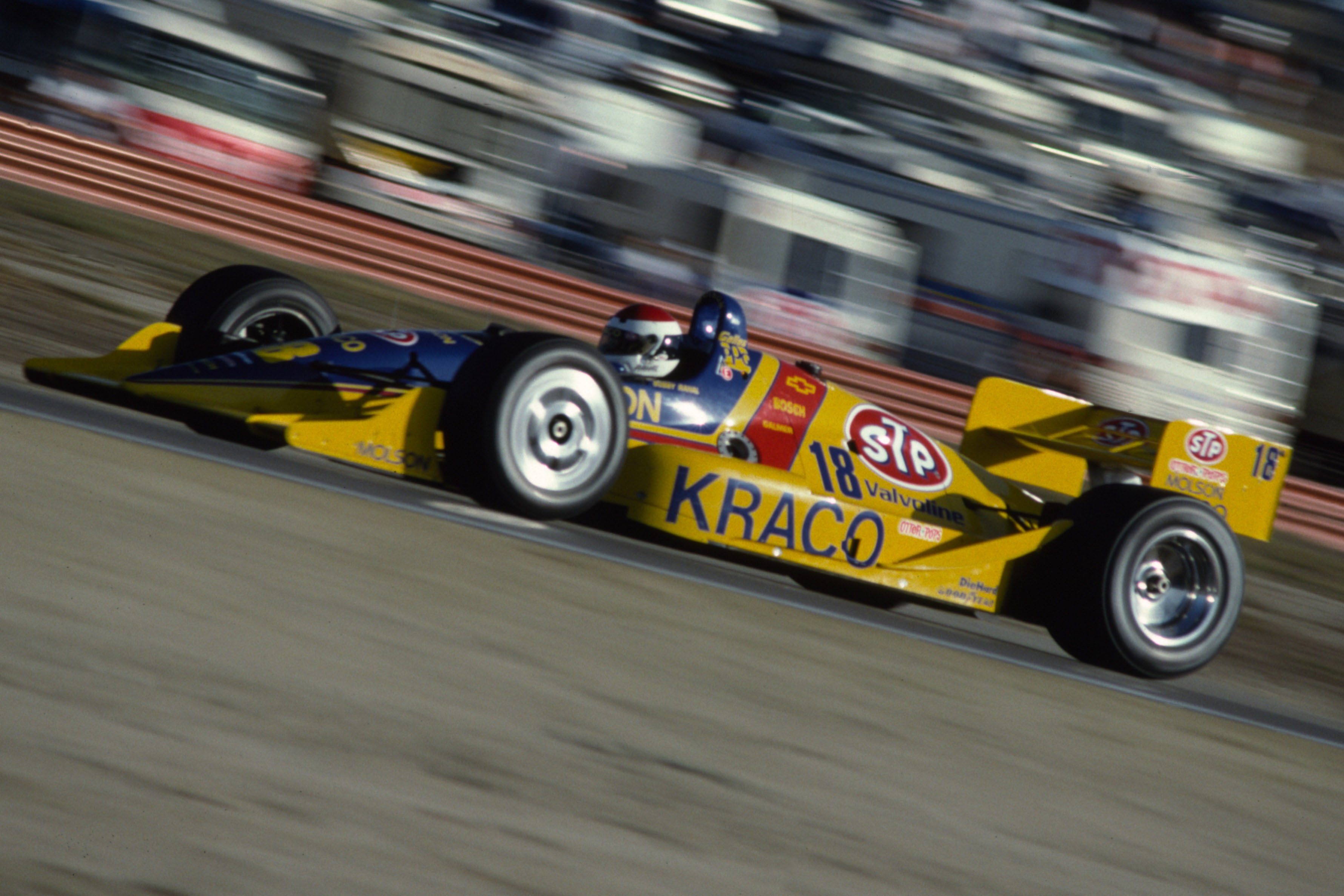
Lola Chevrolet de Galles-Kraco pilotado por Bobby Rahal en la fecha de Laguna Seca de la CART 1991

Galles Racing fue un equipo estadounidense de automovilismo fundado por el empresario Rick Galles con sede en Albuquerque, Estados Unidos. Compitió en la categoría de monoplazas CART desde 1980 hasta 1996, y en la Indy Racing League entre 1996 y 2001. Conquistó un título de pilotos en 1990 y 21 victorias, destacándose las 500 Millas de Indianápolis de 1992 con Al Unser Jr..

## Inicios (1980-1987)
Galles debutó en la CART en 1980, cuando Dick Ferguson obtuvo un octavo y un noveno puesto en cinco participaciones. El equipo se ausentó durante dos años, y retornó en 1983 con el novato Al Unser Jr., hijo de Al Unser, el eventual campeón con Penske. Junior obtuvo dos segundos puestos y dos cuartos entre otros resultados puntuables, y resultó séptimo en el campeonato.
En 1984, Unser triunfó en Portland y acumuló tres podios y seis top 5 con Galles, quedando así sexto en la tabla de puntos. En tanto, Pancho Carter obtuvo un sexto lugar y un séptimo en tres apariciones, y Tom Gloy disputó otras tres sin lograr puntos.
Unser se fue del equipo para la temporada 1985 de la CART. El australiano Geoff Brabham fue titular, obteniendo un segundo puesto, un cuarto y un sexto que lo dejaron en la 15.ª colocación final. En tanto, Carter participó en diez carreras y Roberto Moreno en las otras cinco. El estadounidense consiguió un segundo, un quinto, un séptimo y un décimo, quedando así 16º en la tabla de puntos. El brasileño obtuvo un quinto puesto y abandonos en las demás pruebas.
En 1986, Brabham consiguió un tercer puesto, un cuarto, un quinto y 11 resultados puntuables en 17 carreras. De este modo, se ubicó 12º en el campeonato de pilotos. Moreno pasó a correr regularmente; sus tres sextos y dos décimos lugares le significaron concluir el año en el 16º puesto. Carter disputó solamente cuatro carreras con el equipo, obteniendo dos terceros lugares.
Galles retuvo a Brabham en 1987, a la vez que dispuso de Jeff MacPherson como segundo piloto. El australiano logró tres podios y cinco top 5, puntuando además en 11 de 15 carreras. Por tanto, alcanzó la octava posición en el campeonato de pilotos. En tanto, el estadounidense obtuvo dos octavos puestos, dos novenos y un décimo, abandonando además en nueve carreras. Así, quedó 19º en la tabla general.

## Unser, Rahal y Sullivan (1988-1993)
Al Unser Jr. volvió al equipo Galles para la temporada 1988 de la CART, utilizando principalmente motores Chevrolet-Ilmor. Logró cuatro triunfos en Long Beach, Toronto, Meadowlands y Miami. Asimismo, obtuvo un segundo lugar, tres cuartos y un sexto. Eso le significó resultar segundo en el campeonato, por detrás de Danny Sullivan.
En 1989, Galles cambió los chasis March por Lola. Unser triunfó en Long Beach y consiguió cinco podios y 12 resultados puntuables, entre ellos un segundo lugar en las 500 Millas de Indianápolis. Por tanto, se ubicó quinto en la tabla de puntos. El piloto venció además en el Desafío Marlboro de la CART en Laguna Seca.
El equipo se fusionó con Kraco para la temporada 1990, incorporando a Bobby Rahal como compañero de equipo de Unser.  Éste ganó seis de las 15 carreras: Long Beach, Milwaukee, Toronto, Michigan, Denver y Vancouver. Además, consiguió un segundo puesto, tres terceros y dos cuartos, totalizando 12 top 5, por lo que obtuvo el campeonato frente a Michael Andretti y Rick Mears. En tanto, Rahal logró cinco segundos puestos, dos terceros y ocho top 5, ubicándose así cuarto en la tabla general.
La dupla de pilotos se mantuvo en Galles en 1991. Rahal venció en Meadowlands y acumuló seis segundos puestos, cuatro terceros y 13 top 5 en 17 carreras, a la vez que Unser triunfó en Long Beach y Denver, y obtuvo tres segundos puestos, dos terceros y cnco cuartos. Sin embargo, Andretti logró ocho victorias con Newman/Haas, de modo que Rahal y Unser resultaron segundo y tercero en el campeonato.
Rahal dejó de competir en Galles para formar su propio equipo Rahal-Hogan, y Danny Sullivan tomó su puesto en la temporada 1992 de la CART. Asimismo, Galles pasó a utilizar chasis Galmer, manteniendo a Chevrolet como proveedor de motores. Unser triunfó en las 500 Millas de Indianápolis, y consiguió dos segundos lugares, tres terceros y diez top 5 en 16 carreras. De este modo, resultó tercero en el campeonato, por detrás de Rahal y Andretti. En tanto, Sullivan venció en Long Beach y logró un tercer lugar, tres quintos y tres séptimos, concluyendo en la séptima colocación final.
Galles retuvo a Unser y Sullivan como pilotos titulares en 1993, y retornó a los chasis Lola. Unser ganó en Vancouver, pero no obtuvo ningún otro podio y registró solamente seis top 5, lo que le significó quedar séptimo en la tabla de puntos. Sullivan venció en Detroit y obtuvo un tercer puesto, pero puntuó en solamente otras dos carreras, por lo que finalizó 12º. Por otra parte, el equipo contó con un tercer automóvil en algunas fechas. Adrián Fernández lo utilizó en cinco pruebas, obteniendo un séptimo puesto como mejor resultado, y Kevin Cogan corrió en cuatro sin poder puntuar.

## Últimos años en la CART (1994-1996)
Unser pasó al equipo Penske y Sullivan dejó la CART en 1994, por lo que Galles fichó a Fernández como titular. Utilizando un Reynard Ilmor, obtuvo un quinto puesto, un sexto, dos séptimos y ocho top 10 en 16 carreras, terminando así 13º en el clasificador general.
El equipo pasó a correr en la CART con un Lola Mercedes-Ilmor en 1995. Fernández logró un tercer puesto, un cuarto, dos sextos y 12 resultados puntuables, ubicándose así 12º en el campeonato. En tanto, Marco Greco disputó la mayoría de las fechas en un segundo automóvil, arribando en zona de puntos una única vez en 11º, para quedar 29º en la tabla general.
En 1996, el expiloto de motociclismo Eddie Lawson disputó las primeras 12 fechas de la CART con Galles, logrando dos sextos, un séptimo y un noveno que lo colocaron 20º en el campeonato. Davy Jones corrió las cinco fechas restantes, obteniendo un 12º.

## Indy Racing League (1996-2001)
Jones también disputó las 500 Millas de Indianápolis de 1996, que había pasado a formar parte de la Indy Racing League. Llegó segundo a 0,7 segundos de Buddy Lazier con un Lola Menard, aunque sin la presencia de Andretti, Rahal, Unser ni Fittipaldi, quienes disputaron la U.S. 500 de la CART ese mismo día en Michigan.
En 1997, Galles dejó de competir en la CART y se unió a la Indy Racing League con automóviles G-Force Oldsmobile. Jeff Ward corrió en Walt Disney World, y Kenny Bräck en las restantes siete fechas del año. El sueco obtuvo dos quintos puestos y resultó noveno en el campeonato. En tanto, Greco corrió cuatro fechas con Galles, consiguiendo un noveno lugar y un décimo.
El equipo no compitió en 1998. En su retorno a la Indy Racing League en 1999, Davey Hamilton obtuvo dos segundos puestos, un tercero y seis top 10 en nueve carreras disputadas, la mayoría de ellas con un Dallara Oldsmobile, para finalizar cuarto en la tabla de puntos.
Al Unser Jr. volvió como piloto de Galles en la Indy Racing League 2000. Venció en Las Vegas, llegó tercero dos veces, y obtuvo otros dos top 10, siempre con un G-Force Oldsmobile, quedando así noveno en el clasificador final.
En 2001, Unser venció en Gateway, y logró un tercer puesto, un cuarto y siete top 10 en 13 carreras. Por tanto, quedó séptimo en el campeonato. Didier André también fue pilotop regular de Galles en la Indy Racing League. Sus mejores resultados fueron un cuarto lugar y un décimo, por lo que se ubicó 19º en la tabla general. Además, Casey Mears disputó las primeras cuatro fechas, logrando un único arribo a meta en el 11º puesto.